# Лейк (округ Марінетт, Вісконсин)
Лейк (англ. Lake) — місто (англ. town) в США, в окрузі Марінетт штату Вісконсин. Населення — 1186 осіб (2020).

## Демографія
Згідно з переписом 2010 року, у місті мешкало 1135 осіб у 483 домогосподарствах у складі 351 родини. Було 875 помешкань
Расовий склад населення:
| - 97,8 % — білих - 0,9 % — корінних американців - 0,3 % — чорних або афроамериканців |

До двох чи більше рас належало 0,3 %. Частка іспаномовних становила 1,2 % від усіх жителів.
За віковим діапазоном населення розподілялося таким чином: 19,8 % — особи молодші 18 років, 60,7 % — особи у віці 18—64 років, 19,5 % — особи у віці 65 років та старші. Медіана віку мешканця становила 48,8 року. На 100 осіб жіночої статі у місті припадало 105,6 чоловіків;  на 100 жінок у віці від 18 років та старших — 106,3 чоловіків також старших 18 років.
Середній дохід на одне домашнє господарство  становив 57 134 долари США (медіана — 47 031), а середній дохід на одну сім'ю — 64 245 доларів (медіана — 56 375). Медіана доходів становила 42 188 доларів для чоловіків та 40 833 долари для жінок. За межею бідності перебувало 10,0 % осіб, у тому числі 15,6 % дітей у віці до 18 років та 10,3 % осіб у віці 65 років та старших.
Цивільне працевлаштоване населення становило 476 осіб. Основні галузі зайнятості: виробництво — 33,8 %, освіта, охорона здоров'я та соціальна допомога — 23,5 %, мистецтво, розваги та відпочинок — 7,6 %, будівництво — 7,6 %.